# Slum Village
Slum Village («Слам Виллэдж», МФА: [slʌm ˈvɪlɪdʒ]; с англ. «деревня трущоб») — американская хип-хоп группа из Детройта, штат Мичиган. Группа была сформирована тремя участниками — рэперами Баатином (1974-2009) и T3, а также рэпером и продюсером Джей Диллой (1974-2006). В 2001 году J Dilla покинул группу, чтобы продолжить сольную карьеру на MCA Records. В его отсутствие к группе присоединился Elzhi, после чего Baatin также ушел из-за осложнений со здоровьем. После смерти Джей Диллы в 2006 году и Баатина в 2009 году, T3 остается единственным живым участником оригинального состава. За свою историю группа пережила несколько смен состава, в один и которых который однажды входил младший брат Джей Диллы — Illa J. На данный момент группа существует как дуэт T3 и продюсера Young RJ.

## Формирование и ранние годы
Рэперы Baatin, Т3 и продюсер J Dilla выросли вместе в детройтском районе Конант Гарденс и учились в одной средней школе Pershing High School. Slum Village был основан Баатином, Т3 и продюсером Джей Диллой.
С 1996 по 1997 год группа записывала свой первый альбом Fan-Tas-Tic Vol. 1, однако официально он был выпущен только в 2006 году, спустя 9 лет после первоначальной записи.
Slum Village подписали свой первый контракт на запись в 1998 году с ныне несуществующей Barak/A&M records. Из-за внутренней политики лейбла группа была вынуждена выпустить свой альбом 2000 года Best Kept Secret под названием "J-88". В Best Kept Secret вошли ремиксы и остатки материала с вышедшего на лейбле Fantastic, Vol. 1. В том же году на GoodVibe Recordings вышел Fantastic, Vol. 2, на котором выступили Busta Rhymes, Common, D'Angelo, DJ Jazzy Jeff, Pete Rock, Kurupt и Q-Tip.

## Эра Джей Диллы
Только что окончив школу, группа стала популярной на андеграундной хип-хоп сцене Детройта. Однако к середине 1990-х годов J Dilla уже был известным хип-хоп-исполнителем: на его счету было множество синглов и ремиксов, он работал над проектами с Джанет Джексон, Pharcyde, De La Soul, Busta Rhymes, Q-Tip и другими. В 1995 году его пригласили стать членом продюсерской команды, известной под названием The Ummah, которая выпустила четвертый и пятый студийные альбомы A Tribe Called Quest, а также хиты для ряда R&B и хип-хоп музыкантов. В 1998 году Slum Village выступали на прощальном турне A Tribe Called Quest. В 2001 году J Dilla покинул Slum Village и занялся сольной карьерой.
J Dilla умер 10 февраля 2006 года, после того как у него диагностировали ТТП и волчанку. В свете его судьбоносного влияния на мир музыкального производства, многие известные артисты оплакивали его и отдавали дань уважения после его смерти.
В альбом YES! 2015 года вошли песни, которые были спродюсированы Диллой до его смерти в 2006 году.

## Эра Баатина
Титус Гловер (8 марта 1974 — 31 июля 2009), также известный как Baatin, был американским рэпером, который появился в середине 1990-х годов на андеграундной хип-хоп сцене в Детройте, штат Мичиган, в составе рэп-группы Slum Village. Баатин начал читать рэп еще в школе Pershing High School в Детройте, где он выступал под именами Scandalous-T, и Eazy-T среди прочих.
В начале 1990-х годов Гловер взял себе имя Baatin. Он утверждал, что это имя (что по-арабски означает "скрытый") было выбрано, чтобы отразить вновь обретенную духовность.
Баатин оставался активным членом группы до начала 2000-х годов. В 2002 году, вскоре после выхода третьего альбома группы, у Баатина начались проблемы со здоровьем, которые мешали музыкальной и гастрольной деятельности группы. По поводу своих проблем со здоровьем он сказал: "Неразбериха началась в словесном плане. Я злился, выходил из себя и сходил с ума. Я думал: Есть ли у меня демоны? Я не мог это контролировать. Это был познавательный опыт. Они сказали, что у меня депрессия, шизофрения с биполярными тенденциями. Это было биполярное расстройство, когда я реагировал на 12 различных импульсов. Я никому не причинил вреда."
Страдая от психических заболеваний и проблем с наркотиками, Baatin покинул группу в 2003 году. Позже ему поставили диагноз шизофрения, биполярное расстройство и депрессия. Baatin заявил, что его "выгнали, когда он лежал в больнице", получив письмо об увольнении, когда он находился в больнице. После ухода из группы он начал записываться как сольный исполнитель. В этот период он выступал под псевдонимом "Baatin the Slumlord". В 2008 году спор был разрешен, и Baatin воссоединился с T3 и Elzhi, и работал над шестым альбомом группы Villa Manifesto.
Baatin умер 31 июля 2009 года в возрасте 35 лет. Он был найден в своем доме на улице Англин в северо-восточной части Детройта. После расследования убийства, в отчетах, опубликованных офисом медицинской экспертизы округа Уэйн, причиной смерти было названо злоупотребление кокаином, а способ смерти был указан как случайный.
У Баатина остались сын Майкл Маджести Эллис, дочь Аура Грейс Гловер и сестра Тина. Все из Детройта.
В 2010 году участники Baatin и Illa J вместе со многими бывшими коллегами Джей Диллы (такими как Black Milk, Phat Kat и M.E.D.) были представлены на альбоме французского продюсера Cris Prolific "Art / Money Volume 1" (на треках Foundations и Voyage соответственно). Сам J Dilla должен был выступить с вокалом в треке Innovators, но умер до начала записи.
В 2018 году был выпущен 7-дюймовый посмертный сингл Баатина "Don't Stop". В тот же день вышел клип на версию OG.

## Эра Элзая
Для выпуска альбома 2002 года Trinity (Past, Present and Future) на лейбле Barak/Capitol Records Т3 пригласил в группу Элзая, так как J Dilla ушел, чтобы сосредоточиться на своей сольной карьере. Альбом имел умеренный успех и содержал сингл Tainted, спродюсированный Керриемом Риггинсом и с участием Dwele. Также в 2002 году вышел альбом Dirty District — компиляция песен детройтских рэперов, в основном спродюсированная T3 и Young RJ "Rice". Затем группа стала дуэтом, состоящим из T3 и Элзая, когда Baatin заболел во время гастролей во Франции незадолго до выхода их альбома 2004 года Detroit Deli (A Taste of Detroit) и уехал на лечение. Альбом включал хитовый сингл "Selfish", спродюсированный Канье Уэстом при участии Джона Ледженда. В песне использована часть вступления хита Ареты Франклин "Call Me". После расставания с Capitol Records в 2005 году они выпустили микстейп Prequel to a Classic, состоящий в основном из ранее не издававшихся материалов, а затем в октябре того же года — альбом Slum Village. В интервью 2008 года Т3 объявил, что Slum Village воссоединились с Баатином и добавили Illa J, чтобы добиться "эффекта Диллы": "Я включаю Баатина и добавляю Illa J не для того, чтобы занять место Диллы, а просто чтобы в новом проекте была сущность Диллы. Я собираю вместе всех продюсеров, которых мы использовали раньше — Young RJ, Waajeed, Karriem Riggins, Pete Rock и всех тех, кто был с SV с самого первого дня. Альбом Villa Manifesto был выпущен на Koch Records 27 июля 2010 года с участием Баатина. В июле 2010 года Elzhi решил заняться сольной карьерой и покинул группу. В недавних интервью Т3 заявил, что не общался с Элзаем с тех пор, как тот покинул группу. Slum Village выпустили YES! 16 июня 2015 года. Альбом был собран из неиспользованных битов J Dilla, спродюсированный в основном Young RJRice.

## Сольное творчество
После ухода из группы, примерно в 2000 году, J Dilla вёл успешную сольную карьеру до самой смерти в 2006 году.
Elzhi выпустил четыре микстейпа: Witness My Growth, Europass, The Leftovers: Unmixed tape и Elmatic и два альбома: The Preface, который был выпущен на Fat Beats Records в августе 2008 года, и Lead Poison, который вышел в апреле 2016 года. Также циркулировала демо-запись с участием Dwele под названием The Breakfast Club.
Альбом Баатина Titus: Chapter 10, Verse 13 должен был выйти на лейбле Operation Unknown, но пока не увидел официального релиза. Сотрудничал с Робертом Штраусом над треком "Girl" в 2007 году, выпущенным на альбоме Роберта Mr Feelings (BBE).
В 2006 году T3 выпустил микстейп под названием Olio. В декабре 2019 года T3 выпустил микстейп под названием ASIF. 23 января T3 выпустил свой первый сольный альбом на лейбле "Delicious Vinyl" под названием Mr. Fantastic.
Брат Джей Диллы, Illa J, выпустил альбом Yancey Boys для Delicious Vinyl в 2008 году, а также совместный альбом с Френком Ниттом под названием Sunset Blvd. в 2013 году.

## Дискография

### Студийные альбомы
| Год  | Альбом | Пиковая позиция в чартах | Пиковая позиция в чартах | Пиковая позиция в чартах |
| Год  | Альбом | US                       | US R&B                   | <>US Ind                 |
| ---- | --- | ------------------------ | ------------------------ | ------------------------ |
| 1997 | Fan-Tas-Tic (Vol. 1) - Выпущен: 11 июля 1994 - Лейбл: Counterflow - Формат: CD, цифровая загрузка                             | —                        | —                        | —                        |
| 2000 | Fantastic, Vol. 2 - Выпущен: 13 июня 1996 - Лейбл: GoodVibe - Формат: CD, цифровая загрузка                                   | 180                      | 44                       | —                        |
| 2002 | Trinity (Past, Present and Future) - Выпущен: 13 августа 2002 - Лейбл: Barak, Capitol Records - Формат: CD, цифровая загрузка | 20                       | 5                        | —                        |
| 2004 | Detroit Deli (A Taste of Detroit) - Выпущен: 29 июня 2004 - Лейбл: Capitol Records - Формат: CD, цифровая загрузка            | 37                       | 6                        | —                        |
| 2005 | Slum Village - Выпущен: 25 октября 2005 - Лейбл: Barak Records - Формат: CD, цифровая загрузка                                | —                        | 80                       | 33                       |
| 2010 | Villa Manifesto - Выпущен: 27 июля 2010 - Лейбл: E1 Records - Формат: CD, цифровая загрузка                                   | —                        | 37                       | —                        |
| 2013 | Evolution - Выпущен: 25 июня 2013 - Лейбл: Ne'Astra Music - Формат: CD, цифровая загрузка                                     | —                        | —                        | —                        |
| 2015 | Yes! - Выпущен: 16 июня 2015 - Лейбл: Ne'Astra Music - Формат: CD, цифровая загрузка                                          | —                        | —                        | —                        |
| 2016 | Vol. 0 - Выпущен: 15 ноября 2016 - Лейбл: Ne'Astra Music - Формат: CD, цифровая загрузка                                      | —                        | —                        | —                        |

### Микстейпы
| Название                      | Сведения об альбоме                                                            |
| ----------------------------- | ------------------------------------------------------------------------------ |
| Dirty Slums (с Миком Буджи)   | - Выпущен: 27 марта 2012 - Лейбл: Synchronization - Формат: Цифровая загрузка  |
| Dirty Slums 2 (с Миком Буджи) | - Выпущен: 29 января 2013 - Лейбл: Synchronization - Формат: Цифровая загрузка |

### EP
| Год  | Сведения об EP                                                                               |
| ---- | -------------------------------------------------------------------------------------------- |
| 2009 | Villa Manifesto EP - Выпущен: 15 декабря 2009 - Лейбл: Barak - Формат: CD, цифровая загрузка |
| 2014 | Vintage EP - Выпущен: 1 июля 2014 - Лейбл: Ne'Astra Music Group - Формат: Винил              |

### Сборники
| Год  | Альбом | Пиковая позиция в чарте | Пиковая позиция в чарте | Пиковая позиция в чарте |
| Год  | Альбом | US                      | US R&B                  | US Ind                  |
| ---- | --- | ----------------------- | ----------------------- | ----------------------- |
| 2000 | Best Kept Secret (под названием J-88) - Выпущен: 31 июля 2000 - Лейбл: Groove Attack - Формат: CD, цифровая загрузка | —                       | —                       | —                       |
| 2002 | Dirty District - Выпущен: 25 июня 2002 - Лейбл: Sequence Records - Формат: CD, цифровая загрузка                     | —                       | 78                      | 25                      |
| 2005 | Prequel to a Classic - Выпущен: 12 июля 2005 - Лейбл: Barak Records - Формат: CD, цифровая загрузка                  | —                       | —                       | —                       |

### Синглы
| Год  | Песня                                                  | Позиции в чарте | Позиции в чарте | Позиции в чарте | Альбом                             |
| Год  | Песня                                                  | US              | US R&B          | US Rap          | Альбом                             |
| ---- | ------------------------------------------------------ | --------------- | --------------- | --------------- | ---------------------------------- |
| 1999 | "Get Dis Money"                                        | —               | —               | —               | Fantastic, Vol. 2                  |
| 2000 | "Climax"                                               | —               | —               | —               | Fantastic, Vol. 2                  |
| 2000 | "Raise It Up"                                          | —               | —               | —               | Fantastic, Vol. 2                  |
| 2000 | "Players"                                              | —               | —               | 32              | Fantastic, Vol. 2                  |
| 2002 | "Tainted" (при участии Dwele)                          | 87              | 31              | 20              | Trinity (Past, Present and Future) |
| 2002 | "Disco"                                                | —               | 93              | —               | Trinity (Past, Present and Future) |
| 2004 | "Selfish" (при участии Канье Уэста and Джона Ледженда) | 55              | 20              | 15              | Detroit Deli (A Taste of Detroit)  |
| 2004 | "Do You"                                               | —               | —               | —               | Detroit Deli (A Taste of Detroit)  |
| 2005 | "EZ Up"                                                | —               | —               | —               | Slum Village                       |
| 2009 | "Dope Man"                                             | —               | —               | —               | Villa Manifesto EP                 |
| 2009 | "Cloud 9"                                              | —               | —               | —               | Villa Manifesto EP                 |
| 2009 | "Actin' Normal"                                        | —               | —               | —               |                                    |
| 2010 | "Faster" (при участии Колина Манроу)                   | —               | —               | —               | Villa Manifesto                    |

### Гостевые появления
- 2000: "One-4-Teen (Funky For You)" (с альбома BB Queen исполнителя Bahamadia)
- 2000: "Thelonius" (с альбома Like Water for Chocolate артиста Common)
- 2001: "LTAH" (с альбома Hi-Teknology артиста Hi-Tek)
- 2003: "Wolves" (с альбомаThe Undeniable LP артиста Phat Kat)
- 2004: "Da Villa" (с альбома Soul Survivor II артиста Pete Rock)
- 2004: "Aerodynamic (Slum Village Remix)" (с альбома Daft Club группы Daft Punk)
- 2005: "Keep On" (с альбома Some Kinda... артиста Dwele)
- 2006: "Time Has Come" (с альбома Dirty Science артиста Exile)
- 2007: "Cuz I'm Jazzy" (с альбома Jazzmatazz, Vol. 4 артиста Guru)
- 2007: "Action" (с альбома Popular Demand артиста Black Milk)
- 2007: "Gangsta Boogie" (с альбома NY's Finest артиста Pete Rock )
- 2007: "Got Me Goin' (Hip Hop)" (с альбома Spell My Name Right: The Album артиста Statik Selektah)
- 2008: "Brandy" (с альбома Sketches of a Man артиста Dwele)
- 2008: "To Be Determined" ( с альбома The Layover EP артиста Evidence)
- 2008: "Get Live" (с альбома The Golden Touch артиста DJ Wich)
- 2010: "How I Deal" (с альбома W.ants W.orld W.omen артиста Dwele)
- 2010: "We Do It" (с альбома The Résumé артиста KVBeats)
- 2013: "Cash Flow" (Havoc)
- 2013: "En su propia trampa" (Canal 13 Chile)

## Внешние ссылки
- Официальный сайт
- Видеоинтервью Slum Village на dropmagazine.com
- Интервью Slum Village на HipHopGame.com
- Некролог Баатина на HHC Digital
- Hiphopdx.com
- Интервью T-3 с HHLO.net (Hip Hop Lives Online)